# گمینا گووخوو
گمینا گووخوو (به لهستانی:  Gmina Głuchów) یک گمینا در لهستان است که در شهرستان اسکرینه‌ویتسه واقع شده‌است. گمینا گووخوو ۱۱۱٫۳۱ کیلومتر مربع مساحت و ۶٬۰۰۱ نفر جمعیت دارد.